# Неџад Верлашевић
Неџад Верлашевић (Братунац, 8. октобар 1955 — Тузла, 21. јануар 2001) био је југословенски фудбалер и фудбалски тренер. 

## Биографија
Фудбалску каријеру започео је у Братству из Братунца. Од 1974. године је наступао за тузланску Слободу, где је касније завршио играчку каријеру. Одиграо је највише првенствених утакмица у историји ФК Слобода (350), где је оставио најдубљи траг у каријери. Кратко је играо за сарајевски Жељезничар током сезоне 1986/87. Био је члан младе репрезентације Југославије која је 1978. освојила Европско првенство до 21. године победом против некадашње Источне Немачке.
Након играчке каријере посветио се тренерском послу. До 1992. године радио је са млађим категоријама ФК Слобода Тузла. Од 1994. до 1996. године води екипу Слога Југомагнат са којом је 1996. године освојио Куп Македоније. Након 1996. године тренирао је Слободу, Жељезничар и Јединство из Бихаћа.
Преминуо је 21. јануара 2001. године у Тузли од последица срчаног удара.

## Успеси
- Југославија
  - Европско првенство до 21. године: злато 1978. (играч)
- Слога Југомагнат
  - Куп Македоније: 1996. (тренер)